# 夕霧峠
夕霧峠（ゆうぎりとうげ）、別称：菱広峠（ひしひろとうげ）は、石川県金沢市と富山県南砺市にまたがる峠である。標高は845m。イオックス・アローザのスキー場が所在している。

## 特徴
医王山周辺の最高峰である奥医王山への登山口となっており、30分程度で山頂に至ることができる。
峠の上には展望台が設置されており、砺波平野と金沢平野の両方を望むことができる。
展望の良さと程よい高標高からツーリングコースとして人気がある。
冬季には車道は通行止めとなるが、イオックス・アローザのスキー客で賑わう。

## アクセス
無雪期は石川県側からも富山県側からもアクセスすることができる。また、県境の稜線上を走る道路である百万石道路からもアクセスできる。積雪期はイオックス・アローザのスキー場にあるリフトを利用。